# فرنسيسكو رافاييل أريلانو فيليكس
فرنسيسكو رافاييل أريلانو فيليكس (بالإسبانية: Francisco Rafael Arellano Félix)‏ هو بارون مخدرات مكسيكي، ولد في 24 أكتوبر 1949 في كولياكان في المكسيك، وتوفي في 18 أكتوبر 2013 في بلدية لوس كابوس في المكسيك.